# Christoph Hartknoch

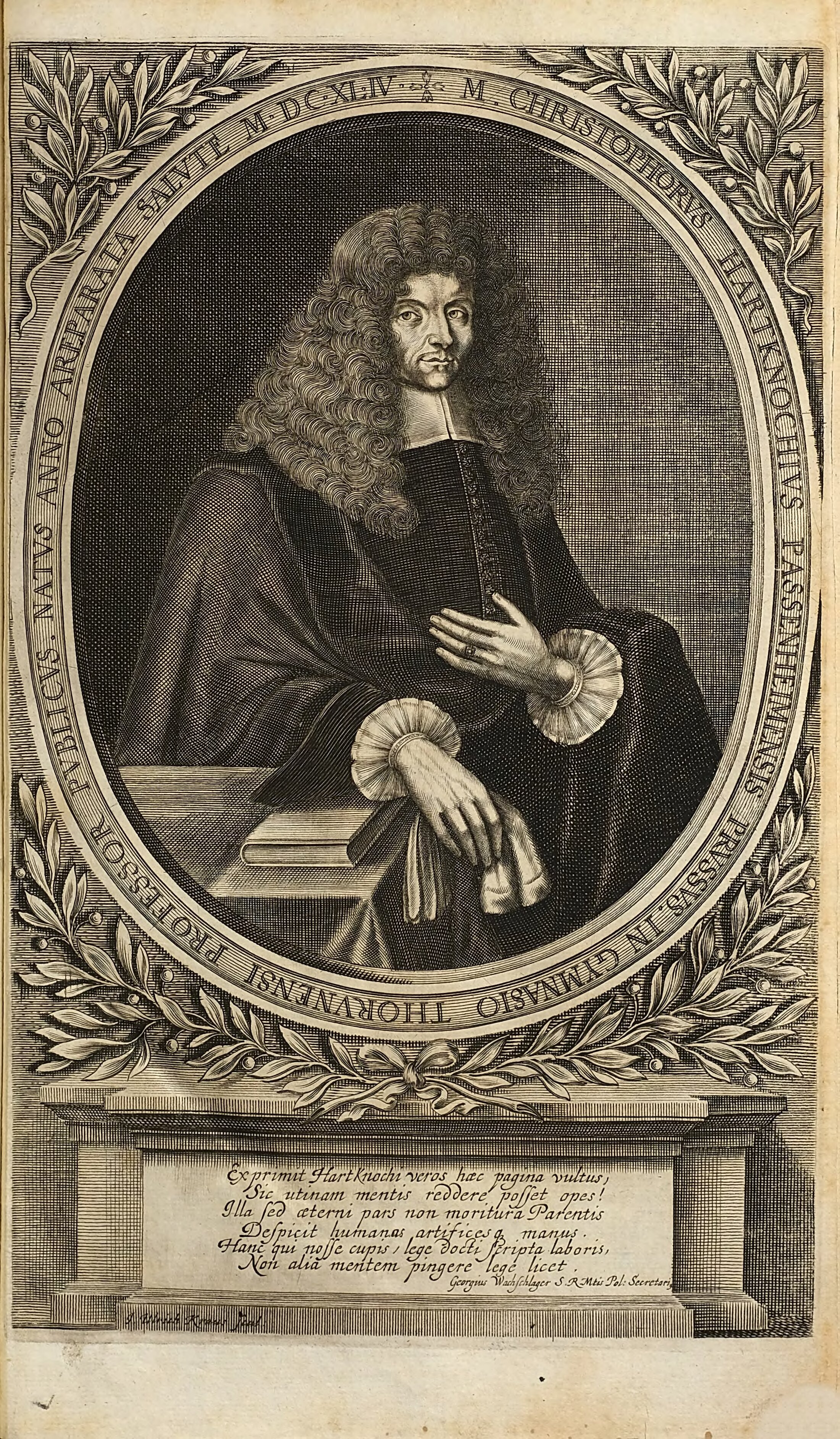
Christoph Hartknoch

Christoph Hartknoch (* 1644 in Jablonken, Herzogtum Preußen; † 1687 in Thorn) war ein preußischer Historiker, Kartograf und Kupferstecher.

## Leben
Christoph Hartknoch aus Passenheim (polnisch Pasym) kam im ostpreußischen Kreis Ortelsburg zur Welt. Hartknoch, Sohn des Stephan Hartknoch aus Lyck (Ełk), zog im Jahre 1650 zusammen mit seiner Familie nach Passenheim. Dort erlebte er die Brutalität und Schrecken der Tatarenangriffe (siehe Mongolensturm), auf das südliche Ostpreußen. Sein Lehrer rettete ihm das Leben, indem er ihn aus dem Fenster schob. Viele Menschen wurden getötet und Orte zerstört, aber die Hartknochs konnten sich nach Königsberg retten.
In Königsberg fing er an, Theologie an einem evangelischen Institut zu lernen. Bald danach starben seine Eltern und er musste sich Arbeit suchen. Er wurde Privatlehrer in Kaunas und dann Rektor an der evangelischen Schule in Vilnius. Bald ging er nach Königsberg zurück und fing dort an, durch das Lesen von Büchern und Dokumenten sich für Geschichte zu interessieren.

### Alt- und Neues Preußen

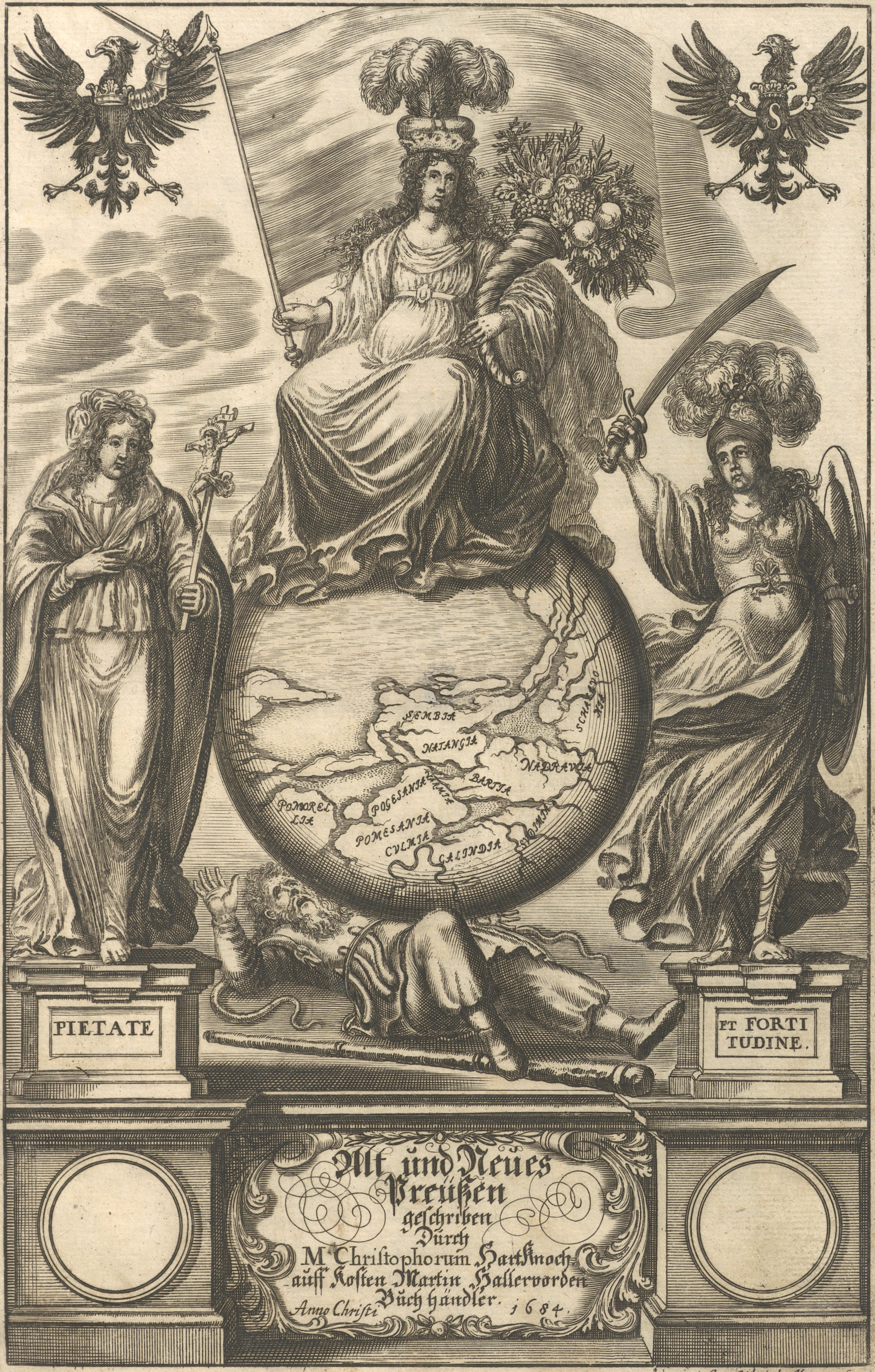
Frontispiz

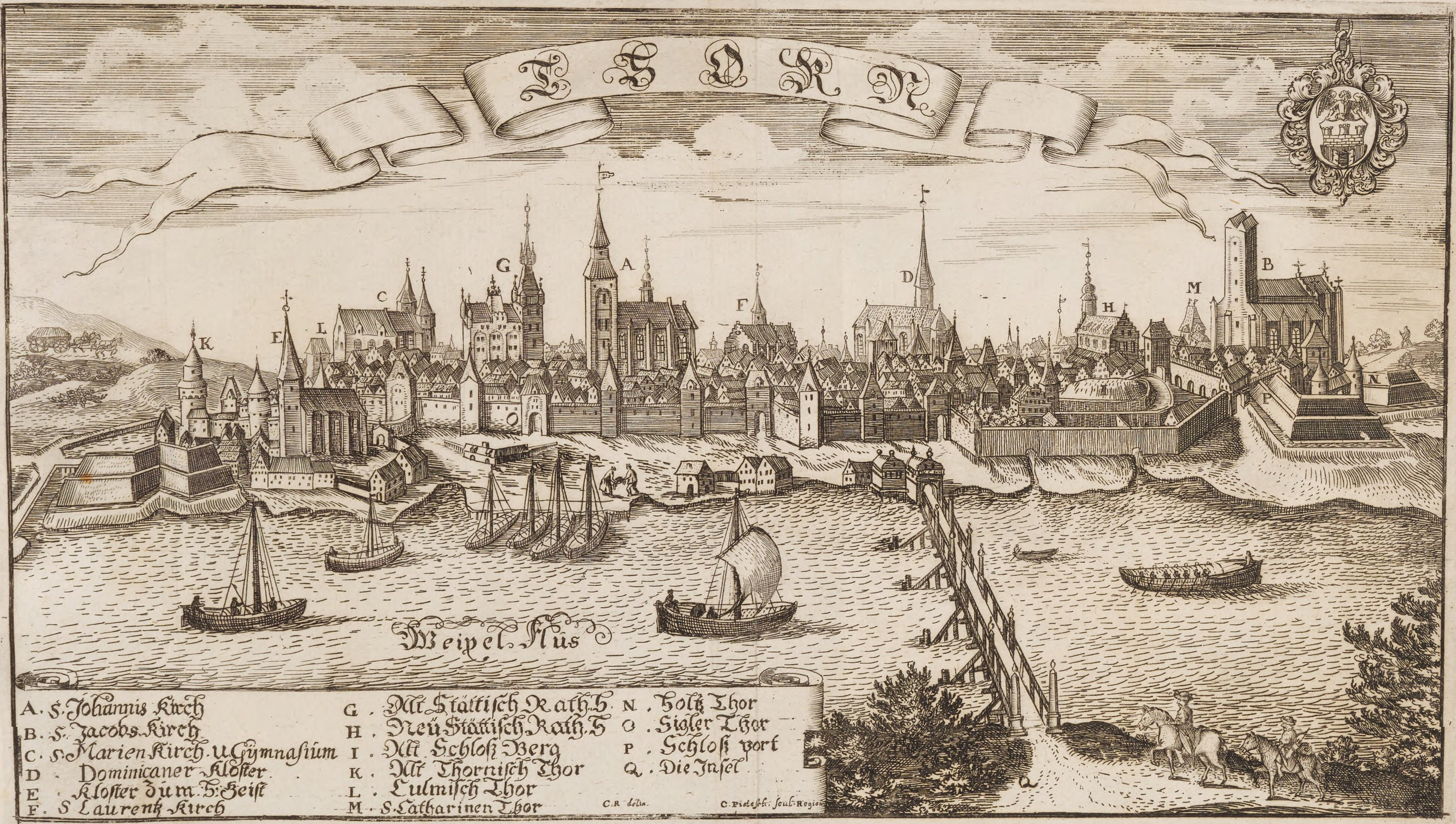
Kupferstich von Christoph Hartknoch: Thorn, in Alt- und Neues-Preussen, 1684

1679 schrieb er ein Buch über Preußische Geschichte, erst in Lateinisch, dann auch in deutscher Sprache Alt- und Neues Preußen, sowie auch eine Preußische Kirchengeschichte (Kirchen-Historia). Die Werke enthalten Beschreibungen und Illustrationen der preußischen Menschen, ihrer Geschichte und Kultur und ebenfalls Kupferstiche von Städten in Preußen, zum Beispiel Fischhausen und Thorn (Toruń), wo Hartknoch zuletzt wohnte und am Gymnasium lehrte. Ethnographisches Material erhielt er vor allem von Matthäus Prätorius.
Durch seine Arbeit im litauischen Kaunas und Vilnius interessierte er sich ebenfalls für deren Geschichte. Er schrieb daraufhin eine erstmalige ausführliche Geschichte des Litauisch-Polnischen Bündnisses.

### Direktor in Thorn
Die Stadt Thorn in Preußen war seinerzeit fast vollkommen evangelisch. Im Jahre 1677 wurde Hartknoch eingeladen, Direktor des Thorner Gymnasiums zu werden. Er nahm an und arbeitete dort zehn Jahre lang. Durch die schweren Lebensumstände, Tatarenangriffe und die dadurch resultierende Armut, gab Hartknochs Körper mit 43 Jahren auf. Er starb 1687 in Thorn und wurde dort begraben.
Seine ausführlichen wissenschaftlichen Arbeiten trugen viel zum Wissen über Preußen, Pommern, Samogitien, Kurland (Couronia) und Polen bei.
In seinem Buch Alt- und Neues Preußen veröffentlichte er auch eine Illustration von Nikolaus Kopernikus, der aus Thorn stammte. Alt- und Neues Preußen, sowie die Preussische Kirchen-Historia schrieb Hartknoch gegen Ende seines Lebens und während er Direktor am Thorner Gymnasium war. Er entschuldigt sich in dem Buch, dass er zeitbedrängt an der Ausgabe des Buches arbeitet, denn er merkte seinem Körper an, dass es bald mit ihm zum Ende ging. Ein Jahr später starb er, 43 Jahre alt.

## Werke
- Alt- und Neues Preussen. Hallervorden, Frankfurt am Main 1684 BSB Google.
- Preussische Kirchen-Historia. Beckenstein, Frankfurt am Main 1686.